# Glyptoscelis yosemitae
Glyptoscelis yosemitae är en skalbaggsart som beskrevs av Krauss 1937. Glyptoscelis yosemitae ingår i släktet Glyptoscelis och familjen bladbaggar. Inga underarter finns listade i Catalogue of Life.